# حب الثلج الباريشي
حب الثلج الباريشي (الاسم العلمي:Symphoricarpos parishii) هو نوع من النباتات يتبع جنس حب الثلج من الفصيلة المعزية الورق.